# Chrám svatého Michaela archanděla (Ladomirová)
Chrám svatého Michaela archanděla v obci Ladomirová na Slovensku v okrese Svidník je dřevěná cerkov, řeckokatolický chrám se zvonicí zasvěcený svatému Michaelu archandělovi. Cerkov je od roku 1968 národní kulturní památkou Slovenska a od 8. července 2008 je zapsaná v Seznamu světového kulturního dědictví.

## Historie
Cerkov pochází z roku 1742. Byla postavena bez jediného hřebíku. Cerkov byla budována podle vzorových typů podkarpatsko-ruských Lemků, jejichž východní tradice zasáhla karpatskou oblast téměř až po řeku Poprad.
V době druhé světové války byla poškozena pravá strana ikonostasu a byla v roce 1946 zrestaurována. Při renovaci v roce 1946 byla odstraněna stěna mezi lodí a předsíní, čímž oba prostory ztratily svůj centristický liturgický charakter. Cerkov byla znovu poškozena v roce 1957, když při bouři spadla lípa. Poškozená zvonice byla znovu zrekonstruována do původního stavu. 

## Popis
Cerkov je srubový tříprostorový sakrální objekt, rozdělený podle ritu do tří významových prostor. Tzv. lemkovský typ dispozice je v Ladomirové prezentován klasickou kvadraturou tří prostorů na čtvercovém půdorysu s ústřední rozšířenou lodí, krytou stejně jako presbytář dřevěnou kupolí.
Klenba není řešena plynulým konstrukčním provázáním se srubem stěn, ale atypicky formovaným, vzdutým osmihranem bez pendatívů, které používají typy tzv. „huculských“ chrámů (viz jediná cerkva v Nižním Komárniku).
Motiv "osmerky" ještě rusko-byzantského původu aplikovala ladomirská cerkva pouze v této části interiéru, zatímco její prostorově-hmotová skladba se řídí uváděnou lemkovskou předlohou, vyjádřenou i ve střešních seskupeních s trojitě odstupňovanými šindelovými cibulemi.
Věž cerkve dominuje nad babincem. Věže i stupňovité dvoupodlažní stanové střechy nad svatyní jsou ukončeny tzv. šindelovými „makovičkami“ s kovanými kovovými kříži. Pozoruhodnou charakteristiku sakrálního komplexu určuje exteriérová stupňovitá dynamická střecha, která je pokryta šindelem. Tento typ střechy je prototypem pro cerkve v Miroli a Hunkovcích. Srub i podvěžní prostory v exteriéru jsou upraveny vertikálními smrkovými prkny s lištami. Na západní straně lodi je malý chór s dřevěným parapetem.
Měkkost plastických forem a rozehrání lidově barokních prvků exteriéru nedodává pouze materiál, ale i poetika souznění s přírodní konfigurací hornatého terénu.
V přední části oplocení objektu se zachovala část palanku – dřevěné trámové ohrady se šindelovou stříškou, a také vstupní branka s nízkou jehlanovou stříškou pokrytou šindelem.
Umělecky hodnotný je ikonostas a oltář, který pochází z poloviny 18. století. Pětiřadá polychromovaná dřevěná architektura je vyplněna ikonami. V hlavním řadě ikonostasu se nacházejí ikony sv. biskupa Mikuláše, Bohorodičky Hodigetrie, Ježíše Krista Učitele a svatého archanděla Michaela. Ve druhé jsou ikony s obsahem hlavních církevních svátků, v jejichž středu je ikona Poslední večeře. Ve třetí jsou ikony s jednotlivými apoštoly ve středu s ikonou Pantokratora. Ve čtvrté je šest medailonů, ve kterých jsou vyobrazeny dvojice postav. Uprostřed řady je zobrazeno Ukřižování s Bohorodičkou a sv. Janem Evangelistou. V páté jsou ikony Kristus vstal z mrtvých, pod 2. a 3. ikonou jsou zobrazení cherubové a 4. ikonou byzantská císařovna Helena a císař Konstantin s křížem. Kromě toho je zde několik ikon a ostatních bohoslužebných předmětů zapsaných v seznamu kulturních památek.
V areálu cerkvi na jižní straně je dřevěná zvonice sloupkové konstrukce, z vnější strany zajištěná vertikálními smrkovými prkny.